# طمارين أبيض الشفاه
طمارين أبيض الشفاه أو طمارين ذو الشفاه البيضاء (الأسم العلمي: Saguinus labiatus)، والمعروف أيضًا باسم طمارين أحمر البطن، هو الطمارين الذي يعيش في منطقة الأمازون في البرازيل وبوليفيا.
البطن الأحمر لهذه القرود في العالم الجديد هو أبرز خصائصها الخارجية. وإلا فإنه أسود مع شارب أبيض رقيق على وجهه وظهره أسود إلى بني اللون.
يعيشون في مجموعات اجتماعية من الحيوانات ذات الصلة. الأم عادة ما تلد واحدة أو اثنين في وقت واحد. يحمل الأب الأطفال أكثر من غيرهم، ولكن الأشقاء (الإخوة والأخوات) سيشاركون أيضًا في حمل الصغار، وتعلموا كيف يكونون من مقدمي الرعاية الجيدة.

## السلالات
هناك ثلاثة سلالات لها:
- طمارين جوفري أحمر البطن (Saguinus labiatus labiatus)
- طمارين جراي أحمر البطن (Saguinus labiatus rufiventer)
- طمارين توماس أحمر البطن (Saguinus labiatus thomasi)